# David Thewlis
David Thewlis (* 20. březen 1963 Blackpool), vlastním jménem David Wheeler, je anglický herec, režisér a kytarista. Když byl mladý, hrál v několika rockových kapelách. Do povědomí českých diváků se asi nejvíce zapsal rolí v Harrym Potterovi jako profesor Remus Lupin.

## Filmografie
| Rok  | Název filmu                            | Role                              |
| ---- | -------------------------------------- | --------------------------------- |
| 2022 | Úžasný Mauric                          | Boss Man                          |
| 2022 | Enola Holmesová 2                      | Grail                             |
| 2020 | Asi to ukončím                         | Otec                              |
| 2019 | Věčná krása                            | Mike                              |
| 2019 | Čestný host                            | Jim                               |
| 2019 | Rare beasts                            | Vic                               |
| 2018 | The Mercy                              | Rodney Hallworth                  |
| 2017 | Liga spravedlnosti                     | Ares                              |
| 2017 | Wonder Woman                           | Sir Patrick                       |
| 2015 | Anomalisa                              | Michael Stone                     |
| 2015 | Inspektor se vrací                     | Inspector Goole                   |
| 2015 | Legendy zločinu                        | Leslie Payne                      |
| 2015 | Macbeth                                | King Duncan                       |
| 2015 | Regresión                              | Professor Kenneth Raines          |
| 2014 | E.A. Poe: Podivný Experiment           | Mickey Finn                       |
| 2014 | Teorie všeho                           | Dennis Sciama                     |
| 2014 | Za vlast a královnu                    | Bradley                           |
| 2013 | Red 2                                  | The Frog                          |
| 2013 | The Zero Theorem                       | Joby                              |
| 2013 | WikiLeaks                              | Nick Davies                       |
| 2012 | Separate We Come, Separate We Go       | Norman                            |
| 2011 | Anonym                                 | William Cecil, 1st Baron Burghley |
| 2011 | The Lady                               | Michael Aris                      |
| 2011 | Válečný kůň                            | Lyons                             |
| 2011 | Harry Potter a Relikvie smrti – část 2 | Remus Lupin                       |
| 2010 | Harry Potter a Relikvie smrti – část 1 | Remus Lupin                       |
| 2010 | Londýnský gangster                     | Jordan                            |
| 2010 | Mr. Nice                               | Jim McCann                        |
| 2009 | Harry Potter a Princ dvojí krve        | Remus Lupin                       |
| 2009 | Veronika se rozhodla zemřít            | Dr. Blake                         |
| 2008 | Chlapec v pruhovaném pyžamu            | SS-Obersturmbannführer Ralph      |
| 2007 | Harry Potter a Fénixův řád             | Remus Lupin                       |
| 2007 | The Inner Life of Martin Frost         | Martin Frost                      |
| 2006 | Satan přichází                         | Keith Jennings                    |
| 2006 | Základní instinkt 2                    | Roy Washburn                      |
| 2005 | Království nebeské                     | Hospitaller                       |
| 2005 | Neviditelné děti                       | Jonathan                          |
| 2005 | Nový svět                              | Edward Wingfield                  |
| 2004 | Harry Potter a vězeň z Azkabanu        | Professor Lupin                   |
| 2003 | Nestoudník                             | Harry Sankey                      |
| 2003 | Proud času                             | Robert Doniger                    |
| 2002 | D.I.Y. Hard                            | Zločinec                          |
| 2002 | Dinotopie                              | Cyrus Crabb                       |
| 2001 | Goodbye Charlie Bright                 | Charlieho otec                    |
| 2001 | Hamilton Mattress                      | Hamilton Mattress                 |
| 2000 | Endgame                                | Clov                              |
| 2000 | Mistr zázraků                          | Judas Iscariot                    |
| 2000 | Nejlepší gangster                      | Freddie Mays                      |
| 1999 | Love Story                             | Dealer                            |
| 1999 | Whatever Happened to Harold Smith?     | Nesbit                            |
| 1998 | Big Lebowski                           | Knox Harrington                   |
| 1998 | Divoch Jack                            | Dan Starkey                       |
| 1998 | Obležení                               | Jason Kinsky                      |
| 1997 | Panna nebo orel                        | Santini                           |
| 1997 | Sedm let v Tibetu                      | Peter Aufschnaiter                |
| 1996 | Dračí srdce                            | Král Einon                        |
| 1996 | Jakub a obří broskev                   | Žížala                            |
| 1996 | Ostrov Dr. Moreau                      | Edward Douglas                    |
| 1995 | Čas smyslnosti                         | John Pearce                       |
| 1995 | Úplné zatmění                          | Paul Verlaine                     |
| 1994 | Krasavec Beauty                        | Jerry Barker                      |
| 1994 | Smrt pampeliškám                       | Oswald Martin                     |
| 1993 | Hlavní podezřelý: Divné chutě          | James Jackson                     |
| 1993 | Nahý                                   | Johnny                            |
| 1993 | Proces                                 | Franz                             |
| 1992 | Black and Blue                         | Obsluha krematoria                |
| 1992 | Posedlost                              | Detektiv                          |
| 1991 | Journey to Knock                       | Terry                             |
| 1991 | Screen One: Filipina Dreamgirls        | Tim Shanks                        |
| 1991 | Strach ze tmy                          | Zámečník Tom Miller               |
| 1990 | Život je sladký                        | Přítel Nicoly                     |
| 1989 | A Bit of a Do                          | Paul Simcock                      |
| 1989 | Oranges Are Not the Only Fruit         | Doktor                            |
| 1989 | Resurrected                            | Kevin Deakin                      |
| 1989 | Skulduggery                            | Tony                              |
| 1988 | Little Dorrit                          | George Braddle                    |
| 1988 | Vroom                                  | Ringe                             |
| 1987 | Ježek a kudrny                         | Clive                             |
| 1987 | Road                                   | Joey                              |
| 1986 | The Singing Detective                  | Druhý voják                       |
| 1985 | Screen One                             |                                   |
| 1985 | Summer Season                          | Jim Dench                         |
| 1985 | Valentine Park                         | Max                               |